# Zaprionus serratus
Zaprionus serratus är en tvåvingeart som beskrevs av Chassagnard 1988. Zaprionus serratus ingår i släktet Zaprionus och familjen daggflugor. Inga underarter finns listade i Catalogue of Life.